# Marjorie Prime (Film)
Marjorie Prime ist eine US-amerikanische Mystery-Tragikomödie von Michael Almereyda, die am 23. Januar 2017 im Rahmen des Sundance Film Festivals ihre Weltpremiere feierte. Der Science-Fiction-Film, der von einer zukünftigen Welt erzählt, basiert auf einem gleichnamigen Theaterstück von Jordan Harrison.

## Handlung
In einer zukünftigen Welt hilft die moderne Technik Menschen bei der Trauerbewältigung.
Um die über Achtzigjährige, an der Alzheimer-Krankheit leidende Marjorie zu besänftigen, kauft ihre Familie, ihre Tochter Tess und ihr Schwiegersohn Jon, von der Firma Senior Serenity ein Gerät, das eine holographische Simulation ihres verstorbenen Mannes Walter erzeugt, als dieser in der Blüte seines Lebens stand, und mit ihren eigenen Erinnerungen an ihn programmiert ist. Die Aufgabe des Hologramms ist es, Marjories Erinnerungen frisch zu halten, ihre Erinnerungen zu konservieren und sie ständig an Geschehnisse aus ihrem Leben zu erinnern. Aber trotz all der fortschrittlichen Technologie, die in Walter steckt, ist er jedoch nur ein softwaregesteuerter Rohling und kann nur die grundsätzlichen Eigenschaften des Verstorbenen darstellen, und ist damit nur so gut, wie Marjories Erinnerungen an Walter.
Ihre Tochter Tess hat ein Problem damit, eine jüngere Ausgabe ihres Vaters zu sehen, der auf der Couch im Wohnzimmer herumhängt. Die Gespräche der anderen Familienmitglieder mit dem Hologramm zeigen, dass es in der Familie unausgesprochene Geheimnisse gibt und eine Tragödie, die über allem schwebt, mit der sie sich aber nie wirklich auseinandergesetzt haben.

## Literarische Vorlage
Der Film basiert auf dem gleichnamigen Theaterstück Marjorie Prime von Jordan Harrison, der für sein Werk für einen Pulitzer-Preis nominiert wurde und sich unter den Finalisten der Dramaturgen im Jahr 2015 befand. Im Stück leidet Marjorie nicht nur an der Alzheimer-Krankheit, sondern auch an Arthritis, und jede Bewegung bereitet ihr Schmerzen. Zu den Geheimnissen des Stückes gehört, dass ihre Tochter Tess und Schwiegersohn Jon nicht von ihrem geliebten Sohn Damian erzählen, der sich in jungen Jahren selbst das Leben nahm.
Das Theaterstück Marjorie Prime feierte im September 2014 im Mark Taper Forum in Los Angeles in einer Aufführung der Center Theatre Group seine Weltpremiere.

## Produktion

### Produktionsgeschichte und Stab
Die Regie übernahm Miguel Arteta, der für den Film auch Harrisons Theaterstück adaptierte. Hinter der Kamera wurde Almereyda von Sean Price Williams unterstützt.

### Besetzung

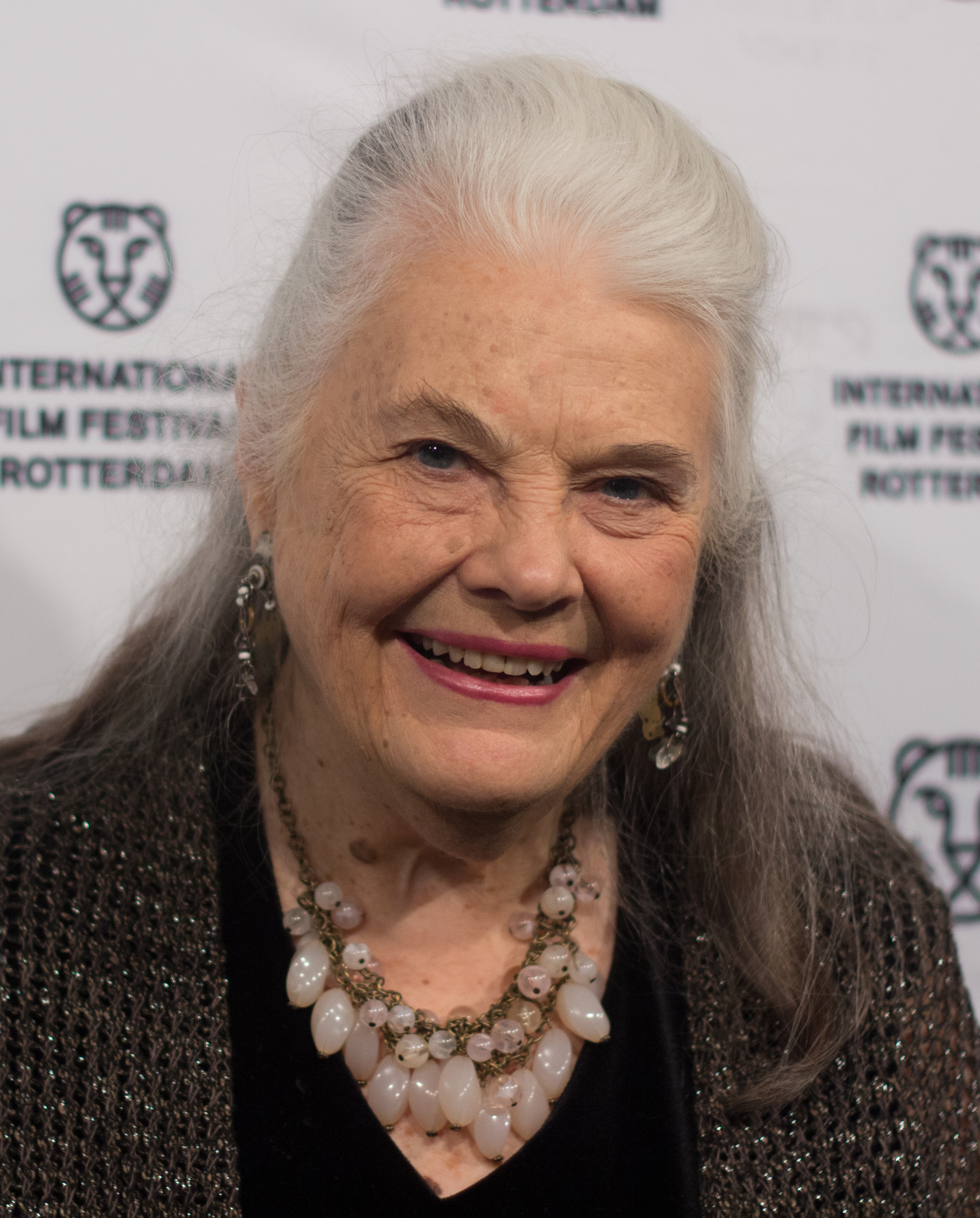
Lois Smith übernahm die titelgebende Hauptrolle von Marjorie

Die titelgebende Hauptrolle von Marjorie wurde mit Lois Smith besetzt. Smith stand bereits ab September/Oktober 2014 bei der Erstaufführung des Stückes Marjorie Prime im Mark Taper Forum in der Rolle von Marjorie auf der Bühne. Auch am Playwrights Horizons übernahm sie ab Dezember 2015 diese Rolle.
Jon Hamm spielt im Film Marjories verstorbenen Ehemann Walter, der in Gestalt eines Hologramms in seinen jüngeren Jahren zu ihr zurückkommt. Geena Davis spielt ihre Tochter Tess und Tim Robbins den Schwiegersohn Jon, der im Alter von 75 Jahren von Bill Walters gespielt wird. Stephanie Andujar übernahm die Rolle von Julie, Leslie Lyles die Rolle von Mrs. Salveson, und  Azumi Tsutsui ist in der Rolle von Marjories 19-jähriger Enkelin zu sehen.

### Dreharbeiten und Filmmusik
Die Dreharbeiten fanden in Amagansett auf Long Island im US-amerikanischen Bundesstaat New York statt.
Die Filmmusik komponierte Mica Levi.

### Veröffentlichung
Der Film feierte am 23. Januar 2017 im Rahmen des Sundance Film Festivals seine Weltpremiere. Am 31. Januar 2017 erfolgte eine Vorstellung beim International Film Festival Rotterdam. Am 18. August 2017 kam der Film in ausgewählte US-amerikanische Kinos.

## Rezeption

### Kritiken
Der Film konnte bislang 90 Prozent der Kritiker bei Rotten Tomatoes überzeugen.
David Rooney von The Hollywood Reporter sagt, es handele sich bei Marjorie Prime um eine der seltenen Filmadaptionen eines Theaterstückes, die besser als ihre Vorlage sei.

### Auszeichnungen
Gotham Awards 2017
- Nominierung als Beste Darstellerin (Lois Smith)[10]

Independent Spirit Awards 2018
- Nominierung als Beste Nebendarstellerin (Lois Smith)[11]

Rotterdam International Film Festival 2017
- Nominierung für den Big Screen Award (Michael Almereyda)[12]

Satellite Awards 2017
- Auszeichnung als Beste Nebendarstellerin (Lois Smith)

Sundance Film Festival 2017
- Auszeichnung mit dem Alfred P. Sloan Feature Film Prize[13][5]

World Soundtrack Awards 2017
- Nominierung als Bester Filmkomponist des Jahres (Mica Levi)[14]